# Biemna variantia
Biemna variantia är en svampdjursart som först beskrevs av James Scott Bowerbank 1858.  Biemna variantia ingår i släktet Biemna och familjen Desmacellidae. Utöver nominatformen finns också underarten B. v. papillifera.